# ادوارد قازاریان
ادوارد موشغی قازاریان (ارمنی: Էդուարդ Մուշեղի Ղազարյան؛ زادهٔ ۱۶ ژانویهٔ ۱۹۴۲) یک سیاستمدار و فیزیک‌دان اهل ارمنستان است که از تاریخ ۱۹۹۹ تا تاریخ ۲۰۰۱ در دولت وازگن سارگسیان، دولت آرام سارگسیان و دولت آندرانیک مارگاریان سمت وزیر آموزش و پرورش ارمنستان را برعهده داشت.

## زندگی‌نامه
در ۱۶ ژانویه ۱۹۴۲ در ایروان به دنیا آمد و از دانشگاه دولتی مسکو فارغ‌التحصیل شد. وی عضو فرهنگستان ملی علوم ارمنستان بود. وی همچنین برنده نشان آنانیا شیراکاتسی (۲۰۱۱) شده‌است.

## جوایز
- مدال خاچاطور آبوویان